# 질케 묄러
질케 묄러(독일어: Silke Möller, 1964년 6월 20일~ )는 전 동독의 육상 선수이며, 1980년대 세계에서 최고 여성 육상 선수들 중의 하나로 동독을 대표하였다.
원래 성은 글라디슈(Gladisch)로 메클렌부르크포어포메른주 슈트랄준트에서 태어났다. 그녀의 최고 결과는 1985년 캔버라에서 열린 400m 계주에서 세운 41.37초의 기록이었다. 그녀의 경력 동안에 묄러는 항상 마를리스 괴르, 마리타 코흐, 하이케 드렉슬러의 그림자들에 서있었다. 1987년 세계 육상 선수권 대회에서 100m와 200m를 우승하였고, 계주에서는 2위를 하였다. 이 결과로 그녀는 "올해의 동독 스포츠 여성"으로 선택되었다.
1988년 서울 올림픽에서 400m 계주에서 은메달을 획득하였다.
1992년 묄러는 카트린 크라베와 그리트 브로이어와 함께 마약 스캔들에 연루되었으나 국제 육상 경기 연맹에 의하여 면제되었다. 바르셀로나 올림픽이 열리기 조금 전에 묄러는 육상 경력을 그만두고 로스토크에서 역사학을 공부하기 시작하였다. 그녀는 역사와 스포츠 교사로 일하였다.
묄러는 엠포르 로스토크 스포츠 클럽을 대표하여 볼프강 마이어와 함께 훈련하였다.